# Atiqah Hasiholan

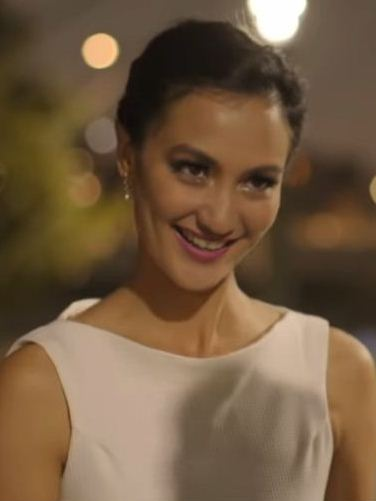
Atiqah Hasiholan (2016)

Atiqah Hasiholan (eigentlich Atiqah Hasiholan Alhady, geb. 3. Januar 1982 in Jakarta) ist eine indonesische Schauspielerin.

## Leben
Atiqah Hasiholan wurde als letztes von vier Geschwistern in eine wohlhabende Familie hineingeboren; ihr Vater ist der arabisch-stämmige Geschäftsmann Achmad Fahmy Alhady, ihre Mutter Ratna Sarumpaet ist eine Batak-Stückeschreiberin und Regisseurin. Atiqah Hasiholan studierte Medienwissenschaften und Psychologie an der staatlichen Monash University in Melbourne. Bei ihren Heimreisen spielte sie in der von ihrer Mutter geleiteten Theatertruppe und beschloss, Filmschauspielerin zu werden. Ihre erste Nebenrolle erhielt sie im Jahr 2006 in dem Film Love for Share der Regisseurin Nia Dinata. Danach trat sie in mehreren Nebenrollen als Prostituierte auf. In dem auch in Europa gezeigten Film Java Heat (u. a. mit Mickey Rourke, 2013) spielte sie eine javanische Prinzessin.

## Filme
- 2006: Berbagi Suami (Love for Share)
- 2007: Suster N (Nurse N)
- 2007: Dicintai Jo (Loved By Jo)
- 2008: Cinta Setaman (Love Potpurri)
- 2009: Pintu Terlarang (Forbidden Door)
- 2009: Jamila dan Sang Presiden (Jamila and the President)
- 2009: Ruma Maida (Maida's House)
- 2010: Mafia Insyaf (Repentant Mafia)
- 2010: Darah Garuda (Blood of the Garuda)
- 2011: The Mirror Never Lies
- 2011: Arisan! 2
- 2012: Hello Goodbye
- 2013: Java Heat – Insel der Entscheidung (Java Heat)[1]
- 2013: The Disposal (Kurzfilm)
- 2013: La Tahzan
- 2014: 2014
- 2014: 3 Nafas Likas
- 2015: Cinta Selamanya
- 2016: Wonderful Life
- 2019: Mantan Manten
- 2019: Pariban: Idola dari Tanah Jawa
- 2019: Sembil (Fernsehserie)
- 2021: Im Herzen des Dschungels (Edge of the World)
- 2022: Stealing Raden Saleh

## Auszeichnungen
Atiqah Hasiholan wurde mehrfach als Beste Haupt- bzw. Nebendarstellerin bei indonesischen Filmfestivals (darunter Citra Awards, Maya Awards) nominiert.